# Marianne Grunthal
Marianne Grunthal (Zehdenick, 31 de gener de 1896 - Schwerin, 2 de maig de 1945) era una mestra alemanya que va ser executada pel règim nazi per haver expressat el seu desig de pau.
Grunthal va néixer al municipi de Zehdenick, a la Província de Brandenburg. El 1945, en assabentar-se de la notícia de la mort d'Adolf Hitler, cridà en veu alta amb alleujament: Gott sei Dank, dann ist der furchtbare Krieg endlich zu Ende («Gràcies a Déu, per fi s'acaba aquesta terrible guerra»). Per haver pronunciat aquesta única frase, Grunthal va ser penjada pels soldats de la SS el 2 de maig de 1945 a la plaça de l'estació central de Schwerin, només unes hores abans que les tropes estatunidenques entressin a la ciutat.
Actualment, la plaça de l'estació rep el nom de Marianne Grunthal, com també un carrer de Zehdenick. El pal de llum en què va ser penjada continua en peu sostenint una placa commemorativa. La seva tomba es troba al Nordfriedhof (cementiri del nord) a la ciutat de Zehdenick (Brandenburg).